# 滕含
滕含（?—?），东晋南阳郡西鄂县（今河南省南阳市南召县南）人，滕修之孙，滕并之子。
滕含开始为庾冰的轻车长史。晋成帝时，苏峻之乱中，力战护卫成帝有功，封夏阳县开国侯，食邑千六百户，授平南将军、广州刺史。在任多年，很有威严与惠政，卒于任上，谥戴。滕含弟弟之子滕遁，官至交州刺史。滕修曾孙滕恬之，官至龙骧将军、魏郡太守，戍守黎阳，为翟辽所擒杀。